# James-Andrew Davis
James-Andrew Davis (Edgware, 3 juli 1991) is een Brits schermer die actief is in de floret-categorie.

## Biografie
Davis begon op 4-jarige leeftijd met schermen. Op amper 14-jarige leeftijd debuteerde hij bij de senioren op een toernooi in Londen. In de aanloop naar de Olympische Zomerspelen 2012 werd door zijn coach een ultimatum gesteld om gewicht te verliezen of uit het team te worden gezet. Op achttien maanden tijd verloor hij 18 kilogram en steeg hij meer dan 300 plaatsen op de wereldranglijst. Met het Britse team behaalde hij uiteindelijk de zesde plaats op deze Spelen, individueel strandde hij op de 23ste plaats.
In 2014 won hij het individuele floret-evenement op de Europese kampioenschappen schermen. Hiermee was hij de eerste Brit die hierin slaagde met de floret.

## Erelijst
- Olympische Spelen
  - 2012: 6e - floret team
  - 2012: 23e - floret individueel
- Europese kampioenschappen
  - 2014:  - floret individueel
  - 2013:  - floret individueel
  - 2013:  - floret team

## Wereldranglijst
Floret
| Jaar   | 2006 | 2007 | 2008 | 2009 | 2010 | 2011 | 2012 | 2013 | 2014 | 2015 |
| ------ | ---- | ---- | ---- | ---- | ---- | ---- | ---- | ---- | ---- | ---- |
| Plaats | 420  | 332  | 325  | 344  | 346  | 129  | 23   | 7    | 6    | 14   |